# Ян Йозеф Игнац Фрейшлаг из Шмиденталя
Ян Йозеф Игнац Фрейшлаг из Шмиденталя, немецкий вариант — Йоганн Йозеф Игнац Фрейшлаг фон Шмиденталь (в.-луж. Jan Józef Ignac Freišlag ze Šmidentala, нем. Johann Joseph Ignaz Freyschlag von Schmiedenthal, 20 июня 1669 год, Хросцице, Лужица — 2 марта 1743 год, Будишин, Лужица) — католический прелат, серболужицкий общественный деятель, префект апостольской префектуры Мейсена с 4 ноября 1721 года по 2 марта 1743 год.

## Биография
Родился 20 июня 1669 года в городе Хросцице. 22 сентября 1696 года был рукоположён в священника, после чего служил в Будишине. В 1705 году был назначен настоятелем в католическом приходе в городе Шерахов. С 1717 года по 1721 год был каноником.
4 ноября 1721 года Римский папа Иннокентий XIII назначил его префектом апостольской префектуры Мейсена. С 1721 года до своей смерти 2 марта 1743 года был деканом настоятельского капитула святого Петра в Будишине.